# Guardingo di Montevarchi
Il guardingo di Montevarchi, noto anche come torre del guardingo di Montevarchi, è un guardingo vicino alla località di Montevarchi. Fu realizzato durante il regno dei Longobardi in Italia centrale; altri esempi simili si avevano a Pistoia e Firenze ma sono andati distrutti; quello di Montevarchi è ancora visibile anche se in rovina.